# Lycosa teranganicola
Lycosa teranganicola är en spindelart som först beskrevs av Embrik Strand 1911.  Lycosa teranganicola ingår i släktet Lycosa och familjen vargspindlar. Inga underarter finns listade i Catalogue of Life.